# Finanzspritze
Unter Finanzspritze versteht man umgangssprachlich eine finanzielle Hilfe, besonders für ein Unternehmen, einen Staat oder Ähnliches, die sich in wirtschaftlichen Schwierigkeiten befinden oder eine Finanzierung benötigen.
Von einer „Finanzspritze“ wird insbesondere dann gesprochen, wenn es um kurzfristige Überwindung von Liquiditätsengpässen für ökonomische Entitäten geht. Die Spritze steht dabei als Bildmetapher für eine Maßnahme, die zügig wirken soll.
Die bekanntesten Finanzspritzen des beginnenden 21. Jahrhunderts waren jene für in Turbulenzen geratene Großbanken (siehe auch Finanzkrise ab 2007) und für einige Länder, die vom Staatsbankrott bedroht waren, wie etwa Griechenland oder Spanien (siehe auch Eurokrise). Finanzspritzen, die der finanziellen Stabilität im gesamten Euro-Währungsgebiet dienen, sind Bestandteil des Euro-Rettungsschirms.
Bei Finanzspritzen an Unternehmen wird zwischen Fremdkapital- und Eigenkapitalspritzen unterschieden.